# Anteris pinguis
Anteris pinguis är en stekelart som först beskrevs av Nixon 1933.  Anteris pinguis ingår i släktet Anteris och familjen Scelionidae. Inga underarter finns listade i Catalogue of Life.